# Grace & Grit
Grace & Grit es el álbum debut de estudio de la cantante canadiense de música country Meghan Patrick. Lanzado el 29 de abril de 2016 a través de Warner Music Canada. Incluye los sencillos "Bow Chicka Wow Wow", "Grace & Grit" y "Still Loving You". La canción principal fue tercer sencillo con mayor éxito de una cantante de country canadiense en 2016, alcanzando el puesto #12 en la lista de música country de Canadá.

## Lista de canciones
| CD  |                                      |          |  |
| N.º | Título                               | Duración |  |
| 1.  | «Grace & Grit»                       | 3:04     |  |
| 2.  | «Bow Chicka Wow Wow»                 | 3:27     |  |
| 3.  | «Still Loving You (con Joe Nichols)» | 4:10     |  |
| 4.  | «Long Way from Waylon»               | 3:48     |  |
| 5.  | «I Won't Drink»                      | 3:42     |  |
| 6.  | «Be Country with Me»                 | 3:55     |  |
| 7.  | «I Believe in Beer»                  | 4:16     |  |
| 8.  | «Thanks to You»                      | 3:30     |  |
| 9.  | «Breaking Records»                   | 3:53     |  |
| 10. | «Nothin' but a Song»                 | 2:57     |  |
| 11. | «Forever Ain't Enough Time»          | 4:10     |  |
| 12. | «Who Knew»                           | 4:08     |  |
| 13. | «Kiss Me Already»                    | 3:36     |  |